# Dutch Open Darts 2006
De Dutch Open 2006 was de versie van het internationale dartstoernooi Dutch Open dat werd gehouden van 2 februari 2006 tot en met 5 februari 2006 in het Nederlandse Veldhoven. De winnaar van die editie bij de mannen was de Nederlander Raymond van Barneveld en bij de vrouwen de Schotse Anne Kirk.
De Dutch Open is het drukstbezette toernooi ter wereld. Ruim 3350 mannen en vrouwen deden een poging om het finalepodium te bereiken. Het toernooi maakte deel uit van de BDO, wel deden er een aantal PDC spelers mee. Het verst kwam Jan van der Rassel, die de kwartfinale bereikte, maar vervolgens uit het toernooi werd gezet door de overkoepelende dartsorganisatie die spelers van de PDC niet toestond als deelnemer.

## Mannen

### 1/32e finale
| George Federico       | Gibraltar     | - | Bert van Deuveren     | Nederland   | 0 - 3 |
| Mark Barilli          | Schotland     | - | Wynand Havenga        | Zuid-Afrika | 2 - 3 |
| Jan van der Rassel    | Nederland     | - | Martin Adams          | Engeland    | 3 - 2 |
| Michael van Gerwen    | Nederland     | - | Dyson Parody          | Gibraltar   | 3 - 0 |
| Bas Smits             | Nederland     | - | Dylan Duo             | Gibraltar   | 3 - 1 |
| Sean McGowan          | Ierland       | - | Vincent van der Voort | Nederland   | 2 - 3 |
| Alain Van Bouwel      | België        | - | Martin Phillips       | Wales       | 3 - 1 |
| Francis Taylor        | Gibraltar     | - | Paul Hanvidge         | Schotland   | 0 - 3 |
| Pieter Colijn         | Nederland     | - | Marko Kantele         | Finland     | 3 - 2 |
| Robert Wagner         | Noorwegen     | - | Justin Broton         | Gibraltar   | 3 - 2 |
| Peter Voskamp         | Nederland     | - | Simon Whitlock        | Australië   | 3 - 1 |
| Stephen Bunting       | Engeland      | - | Mareno Michels        | Nederland   | 0 - 3 |
| Darren Webster        | Engeland      | - | Mario Robbe           | Nederland   | 2 - 3 |
| Gary Welding          | Engeland      | - | Erwin Extercatte      | Nederland   | 0 - 3 |
| Braulio Roncero       | Nederland     | - | Roland Scholten       | Nederland   | 2 - 3 |
| Raymond van Barneveld | Nederland     | - | Rick Vonck            | Nederland   | 3 - 0 |
| Henry van der Ster    | Nederland     | - | Ronnie Baxter         | Engeland    | 3 - 2 |
| Gary Robson           | Engeland      | - | Andy Jenkins          | Engeland    | 3 - 2 |
| Stefan Gerritsen      | Nederland     | - | Glen Durrant          | Engeland    | 3 - 1 |
| Daryl Gurney          | Noord-Ierland | - | Gary Anderson         | Schotland   | 0 - 3 |
| Daniel Peach          | Gibraltar     | - | Albertino Essers      | Nederland   | 0 - 3 |
| Goran Klemme          | Zweden        | - | Kevin Painter         | Engeland    | 3 - 2 |
| Steve Beaton          | Engeland      | - | Veikko Holmqvist      | Zweden      | 2 - 3 |
| Hannu Suominen        | Gibraltar     | - | Mervyn King           | Engeland    | 0 - 3 |
| John Walton           | Engeland      | - | Ted Hankey            | Engeland    | 2 - 3 |
| Remon Hurrebrink      | Nederland     | - | Lionel Sams           | Engeland    | 3 - 2 |
| Dave Whitcombe        | Engeland      | - | Paul Hogan            | Engeland    | 0 - 3 |
| Niels de Ruiter       | Nederland     | - | Alan Warriner-Little  | Engeland    | 3 - 2 |
| Mike Veitch           | Schotland     | - | Ross Montgomery       | Schotland   | 0 - 3 |
| Tony Eccles           | Engeland      | - | Darren Olivero        | Gibraltar   | 3 - 2 |
| Ronnie Peel           | Nederland     | - | John Duo              | Gibraltar   | 3 - 1 |
| Martin Atkins         | Engeland      | - | Chris Mason           | Engeland    | 3 - 0 |

### 1/16e finale
| Bert van Deuveren  | Nederland | - | Mark Barilli          | Schotland | 1 - 3 |
| Jan van der Rassel | Nederland | - | Michael van Gerwen    | Nederland | 3 - 2 |
| Bas Smits          | Nederland | - | Vincent van der Voort | Nederland | 2 - 3 |
| Alain Van Bouwel   | België    | - | Paul Hanvidge         | Schotland | 3 - 2 |
| Pieter Colijn      | Nederland | - | Robert Wagner         | Noorwegen | 0 - 3 |
| Peter Voskamp      | Nederland | - | Mareno Michels        | Nederland | 3 - 1 |
| Mario Robbe        | Nederland | - | Erwin Extercatte      | Nederland | 3 - 2 |
| Braulio Roncero    | Nederland | - | Raymond van Barneveld | Nederland | 0 - 3 |
| Henny van der Ster | Nederland | - | Gary Robson           | Engeland  | 0 - 3 |
| Stefan Gerritsen   | Nederland | - | Gary Anderson         | Schotland | 0 - 3 |
| Albertino Essers   | Nederland | - | Göran Klemme          | Zweden    | 3 - 1 |
| Veikko Holmqvist   | Zweden    | - | Mervyn King           | Engeland  | 2 - 3 |
| Ted Hankey         | Engeland  | - | Remon Hurrebrink      | Nederland | 1 - 3 |
| Paul Hogan         | Engeland  | - | Niels de Ruiter       | Nederland | 1 - 3 |
| Ross Montgomery    | Schotland | - | Tony Eccles           | Engeland  | 2 - 3 |
| Ronnie Peel        | Nederland | - | Martin Atkins         | Engeland  | 1 - 3 |

### 1/8e finale
| Mark Barilli          | Schotland | - | Jan van der Rassel    | Nederland | 1 - 3 |
| Vincent van der Voort | Nederland | - | Alain Van Bouwel      | België    | 3 - 2 |
| Robert Wagner         | Noorwegen | - | Peter Voskamp         | Nederland | 3 - 1 |
| Mario Robbe           | Nederland | - | Raymond van Barneveld | Nederland | 0 - 3 |
| Gary Robson           | Engeland  | - | Gary Anderson         | Schotland | 1 - 3 |
| Albertino Essers      | Nederland | - | Mervyn King           | Engeland  | 2 - 3 |
| Remon Hurrebrink      | Nederland | - | Niels de Ruiter       | Nederland | 3 - 2 |
| Tony Eccles           | Engeland  | - | Martin Atkins         | Engeland  | 3 - 0 |

### Kwartfinale
| Jan van der Rassel | Nederland | - | Vincent van der Voort | Nederland | 0 - 4 |
| Robert Wagner      | Noorwegen | - | Raymond van Barneveld | Nederland | 2 - 4 |
| Gary Anderson      | Schotland | - | Mervyn King           | Engeland  | 4 - 1 |
| Remon Hurrebrink   | Nederland | - | Tony Eccles           | Engeland  | 2 - 4 |

### Halve finale
| Vincent van der Voort | Nederland | - | Raymond van Barneveld | Nederland | 0 - 2 |
| Gary Anderson         | Schotland | - | Tony Eccles           | Engeland  | 2 - 1 |

### Finale
| Raymond van Barneveld | Nederland | - | Gary Anderson | Schotland | 3 - 2 |

## Vrouwen

### 1/16e finale
| Trina Gulliver         | Engeland  | - | Ans Römelingh       | Nederland | 3 - 0 |
| Jacolien Ponsen        | Nederland | - | Carla Molema        | Nederland | 1 - 3 |
| Roelie Bakker          | Nederland | - | Petra de Crom       | Nederland | 3 - 0 |
| Nicole Gundlach        | Nederland | - | Barbara Lee         | Engeland  | 0 - 3 |
| Anastasia Dobromyslova | Rusland   | - | Floortje van Zanten | Nederland | 3 - 1 |
| Sandra Galietto        | Duitsland | - | Marika Juhola       | Finland   | 1 - 3 |
| Inita Bite             | Letland   | - | Carina Ekberg       | Zweden    | 3 - 0 |
| Jeannette van Beekum   | Nederland | - | Clare Bywaters      | Engeland  | 1 - 3 |
| Nathalie Carter        | Australië | - | Karin Krappen       | Nederland | 3 - 1 |
| Melissa van Beelen     | Nederland | - | Esther Bongers      | Nederland | 3 - 2 |
| Anne Kirk              | Schotland | - | Yvette Hebing       | Nederland | 3 - 1 |
| Sandra Pollet          | België    | - | Sylvia Romunde      | Nederland | 3 - 0 |
| Carol Forwood          | Australië | - | Linda den Enting    | Nederland | 3 - 0 |
| Sari Nikula            | Finland   | - | Maud Jansson        | Zweden    | 3 - 2 |
| Dee Bateman            | Engeland  | - | Jan Robbins         | Wales     | 3 - 1 |
| Mandy van der Wijk     | Nederland | - | Marie Maas          | Nederland | 3 - 2 |

### 1/8e finale
| Trina Gulliver         | Engeland  | - | Carla Molema       | Nederland | 3 - 1 |
| Roelie Bakker          | Nederland | - | Barbara Lee        | Engeland  | 2 - 3 |
| Anastasia Dobromyslova | Rusland   | - | Marika Juhola      | Finland   | 3 - 0 |
| Inita Bite             | Letland   | - | Clare Bywaters     | Engeland  | 0 - 3 |
| Nathalie Carter        | Australië | - | Melissa van Beelen | Nederland | 2 - 3 |
| Anne Kirk              | Schotland | - | Sandra Pollet      | België    | 3 - 0 |
| Carol Forwood          | Australië | - | Sari Nikula        | Finland   | 1 - 3 |
| Dee Bateman            | Engeland  | - | Mandy van der Wijk | Nederland | 3 - 1 |

### Kwartfinale
| Trina Gulliver         | Engeland  | - | Barbara Lee    | Engeland  | 3 - 1 |
| Anastasia Dobromyslova | Rusland   | - | Clare Bywaters | Engeland  | 2 - 3 |
| Melissa van Beelen     | Nederland | - | Anne Kirk      | Schotland | 1 - 3 |
| Sari Nikula            | Finland   | - | Dee Bateman    | Engeland  | 0 - 3 |

### Halve finale
| Trina Gulliver | Engeland  | - | Clare Bywaters | Engeland | 2 - 0 |
| Anne Kirk      | Schotland | - | Dee Bateman    | Engeland | 2 - 0 |

### Finale
| Trina Gulliver | Engeland | - | Anne Kirk | Schotland | 2 - 3 |